# Jules Putzeys
Jules Antoine Adolphe Henri Putzeys (* 1. Mai 1809 in Lüttich; † 2. Januar 1882 in Ixelles) war ein belgischer Jurist und Entomologe.

## Leben
1829 erwarb Putzeys im Alter von 19 Jahren den akademischen Grad eines Doktors der Wissenschaften. Später wurde er zum Doktor der Rechtswissenschaften promoviert. Er begann seine Karriere am Berufungsgericht in Lüttich und wurde später Stellvertreter des Staatsanwalts in Arlon. 1840 ging er zum Justizministerium in Brüssel, wo er 1858 zum Generalsekretär ernannt wurde. Er war ein Experte für Justizstatistik und vertrat seit 1844 die Justiz in der Commission centrale de statistique. 1879 wurde er zum Regierungsbeauftragten für allgemeine und internationale Statistiken ernannt. 1880 ging er in den Ruhestand.
Darüber hinaus war Putzeys ein angesehener Amateur-Entomologe, der sich dem Studium von Schmetterlingen, Libellen und Käfern widmete. Sein Hauptaugenmerk galt den Sandlaufkäfern, Laufkäfern und Palpenkäfern, von denen er mehrere neue Taxa beschrieb. Zu seinen Erstbeschreibungen zählen unter anderen die Gattungen Cylindronotum, Ardistomus, Aspidoglossa, Schizogenius, Oxydrepanus sowie die Tribus Pasimachini. 1857 beschrieb Putzeys die Begonien-Art Begonia rex aus Assam.
Von 1874 bis 1876 war er Präsident der Société royale belge d’entomologie, wo er auch nach seinem Amtsende aktiv tätig war. Er war ein guter Freund von Baron Maximilien de Chaudoir (1816–1881), einem bekannten russischen Koleopterologen.
1851 wurde Putzeys zum Ritter und 1871 zum Kommandeur des Leopoldsordens ernannt.
Zu Putzeys bekanntesten Schriften zählen Prémices entomologiques (1845), Monographie des Clivina et genres voisins (1846), Révision générale des Clivinides (1867), Monographie des Amara de l'Europe et des pays voisins (1870) und Monographie des Calathides (1873).
Seine Käfersammlung befindet sich am Königlich-Belgischen Institut für Naturwissenschaften in Brüssel.

## Dedikationsnamen
Nach Putzeys sind unter anderen die Gattungen Putzeysia und Putzeysius sowie die Arten Chalepus putzeysi, Trechus putzeysi, Lesticus putzeysi und Orthogonius putzeysi benannt.